# Ernst Moyat
Ernst Moyat (* 2. Januar 1868 in Gießen; † 9. August 1937 in Berlin) war ein deutscher Chemiker.

## Leben
Ernst Moyat entwickelte 1894 Verfahren zur Herstellung von Korund. Auch die Nutzung hochfeuerfester Materialien, wie Korund zur Herstellung von Formstücken, wurde von ihm vorangetrieben.